# Honduras en los Juegos Paralímpicos de Pekín 2008
Honduras estuvo representado en los Juegos Paralímpicos de Pekín 2008 por un deportista masculino. El equipo paralímpico hondureño no obtuvo ninguna medalla en estos Juegos.